# Armina mulleri
Armina mulleri är en snäckart som först beskrevs av von Ihering 1886.  Armina mulleri ingår i släktet Armina och familjen Arminidae. Inga underarter finns listade i Catalogue of Life.